# Menhir de Pierrefitte (Saint-Cyr)
Le menhir de Pierrefitte est situé sur le territoire de la commune de Saint-Cyr, dans le département de la Vienne.

## Historique
Le menhir est classé au titre des monuments historiques par arrêté du 9 août 1932.

## Caractéristiques
Le menhir mesure 4,50 m de hauteur hors sol et sa largeur est de 3,50 m à la base pour une épaisseur de 0,50 m. Le Touzé de Longuemar estime son poids à 23 t.
Il a été déplacé de son emplacement d'origine et redressé près d'une base de loisirs nautiques. Sur place, un panneau explicatif mentionne la présence à proximité d'un autre petit menhir, à l’authenticité douteuse, et de deux tumuli, bien visibles, mais non mégalithique.